# Wypcz (gromada)
Wypcz – dawna gromada, czyli najmniejsza jednostka podziału terytorialnego Polskiej Rzeczypospolitej Ludowej w latach 1954–1972.
Gromady, z gromadzkimi radami narodowymi (GRN) jako organami władzy najniższego stopnia na wsi, funkcjonowały od reformy reorganizującej administrację wiejską przeprowadzonej jesienią 1954 do momentu ich zniesienia z dniem 1 stycznia 1973, tym samym wypierając organizację gminną w latach 1954–1972.
Gromadę Wypcz z siedzibą GRN w Wypczu (w obecnym brzmieniu Wybcz) utworzono – jako jedną z 8759 gromad na obszarze Polski – w powiecie toruńskim w woj. bydgoskim, na mocy uchwały nr 24/14 WRN w Bydgoszczy z dnia 5 października 1954. W skład jednostki weszły obszary dotychczasowych gromad Wypcz, Wypczyk i Dębiny ze zniesionej gminy Łubianka oraz obszar dotychczasowej gromady Nawra ze zniesionej gminy Chełmża w tymże powiecie. Dla gromady ustalono 21 członków gromadzkiej rady narodowej.
Gromadę zniesiono 31 grudnia 1961, a jej obszar włączono do gromad Chełmża (wieś Nawra) i Łubianka (wsie Wypcz, Wypczyk i Dębiny) w tymże powiecie.